# チマーゼ
チマーゼ(英語: zymase)は、スクロースを発酵させてエタノールと二酸化炭素に分解する酵素複合体であり、酵母によって天然に生成される。
チマーゼは1897年にドイツの化学者エドゥアルト・ブフナーによって酵母の細胞から初めて単離された。彼は無細胞の環境で砂糖を発酵させ、1907年にノーベル化学賞を受賞した。
チマーゼは、アミラーゼ、ペプチダーゼ、リパーゼ等を含むサプリメントのブランド名にもなっている。このサプリメントは、消化酵素が十分分泌されない人の消化を助けるために販売されている。

## 無細胞での発酵実験
ブフナーがノーベル化学賞を受賞した実験で、彼は酵母細胞を含まない酵母抽出物を作り、この「絞り汁」がスクロースを発酵させられることを示した。この実験は、生きた酵母細胞が発酵に不必要なことを示し、生気論に打撃を与えた。無細胞抽出物は、乾燥酵母細胞と石英、珪藻土を混合し、すり鉢とすりこぎで酵母細胞を粉砕することで調製された。酵母細胞の内容物が流れ出るため、この混合物は湿り気を帯びた。混合物を絞り、グルコース、フルクトース、マルトースを加えると、時々二酸化炭素の発生が見られた。顕微鏡での観察により、抽出液中に生きた酵母細胞は含まれていないことが分かった。
興味深いことに、ブフナーは酵母細胞の内部で発酵が起こっているという真実には至らずに、スクロースを発酵させるため、酵母が細胞外に酵素を分泌しているという仮説を考えた。
1905年、イギリスの化学者アーサー・ハーデンはチマーゼを透析可能性により2つのグループに分類した。
科学史家の中には、エドゥアルト・ブフナーは1897年の論文で単に1857年にアントワーヌ・ベシャンが行っていた実験を繰り返したに過ぎないと主張する者もいる。しかしベシャンは、酵母細胞なしで、彼が「チマーゼ」と呼ぶものだけでは、スクロースの反転は起こるが、アルコール発酵は起こらないとはっきり述べているのに対し、ブフナーは酵母のチマーゼだけでアルコール発酵を起こしている。K.L. Manchesterによると、ベシャンが「チマーゼ」と呼んでいたものは実際にはサッカラーゼであった。